# Чеа Лик Хоу
Чеа Лик Хоу ― малайзийский бадминтонист-паралимпиец. 11-кратный чемпион мира по пара-бадминтону BWF. Чемпион Летних Паралимпийских играх 2020 года в Токио, что сделало его первым малайзийским спортсменом, выигравшим медаль в парабадминтоне.

## Биография
Родился 8 марта 1988 года в городе Куала-Лумпур, Малайзия.
Чеа родился с параличом Эрба, из-за которого его правая рука стала менее сильной и устойчивой. Начал заниматься бадминтоном в 9 лет. Позже он соревновался со здоровыми игроками в бадминтон и вступил в команду здоровых игроков, когда ему было 12 лет. Но вскоре переключился в паралимпийскую команду, так как он чувствовал, что ему будет слишком сложно играть со здоровыми соперниками.

## Спортивная карьера
В 2005 году на Чемпионате мира по бадминтону в городе Синьчжу Чеа дважды стал чемпионом, победив в личном и командном соревнованиях.
Через два года на первенстве мира он повторил успех, выиграв два золото в тех же дисциплинах. После этого он ещё семь раз становился чемпионом мира в 2011, 2013 и в 2015 годах.
Четыре раза становился чемпионом на Азиатских Паралимпийских играх: дважды в 2010 году в китайском городе Гуанчжоу и тоже дважды в 2014 году в южнокорейском городе Инчхон. На этом же турнире в 2018 году в Джакарте три раза завоевал бронзовые медали.
На Паралимпийских играх стран АСЕАН Чеа Лик Хоу два раза становился чемпионом: в 2015 году в Сингапуре и в 2017 году в  Куала-Лумпуре.
На Паралимпийских играх 2020 в Токио Чеа Лик Хоу стал чемпионом в одиночном разряде, тем самым став первым бадминтонистом, выигравший золотую медаль для Малайзии.

## Личная жизнь
Чеа Лик Хоу женат на Деви Фебриане.